# جزر سوندا الكبرى
جزر سوندا الكبرى هي مجموعة من الجزر في أرخبيل الملايو وتشكل مع جزر سوندا الصغرى ما يسمى بجزر سوندا.
على أراضي هذه الجزر سياسيا الدول التالية: بروناي، وماليزيا، وإندونيسيا
- وتقسم جزر سوندا الكبرى (من الغرب للشرق)
  - سومطرة
  - جاوة
  - بورنيو
  - سولاوسي